# Pozo Alfredo
El Pozo Alfredo fue una explotación minera subterránea situada en el municipio español de Minas de Riotinto, en la provincia de Huelva, dentro de la cuenca minera de Riotinto-Nerva. Estuvo activa entre 1915 y 1986. En la actualidad esta explotación se encuentra cerrada y no presta servicio.

## Historia
El pozo fue construido en 1915 por la Rio Tinto Company Limited (RTC), que controlaba las minas de Riotinto desde 1873. Las instalaciones daban servicio a la masa San Dionisio, una concentración de piritas y pórfidos en profundidad. La explotación era de carácter subterráneo. Llegó a tener una profundidad de 550 metros y la estructura interna estaba construida en su mayoría con hormigón hidráulico, razón por la cual constituyó un modelo en ingeniería minera dentro de la Faja pirítica ibérica. El material extraído in situ era tratado inicialmente en una instalación de machaqueo, situada dentro del complejo de Corta Atalaya, para con posterioridad ser llevado por ferrocarril a la planta trituradora de Zarandas; allí el tamaño del mineral era reducido a seis milímetros.
El Pozo Alfredo dejó de prestar servicio en 1986, si bien se realizaron labores regulares de mantenimiento hasta 1996. Tras la clausura del pozo se desmontó el histórico Malacate, que ha sido preservado. En la actualidad las instalaciones subterráneas se encuentran totalmente anegadas debido a la falta de mantenimiento y la consecuentes filtraciones de agua interior.